# چوموو
چوموو (به لهستانی:  Czumów) یک روستا در لهستان است که در گمینا خروبیشوو واقع شده‌است. چوموو ۳۰۴ نفر جمعیت دارد و ۱۹۰ متر بالاتر از سطح دریا واقع شده‌است.